# Estadi Batumi
L'Estadi Batumi (en georgià: ბათუმის სტადიონი, batumis st'adioni), oficialment Adjarabet Arena (en georgià: აჭარაბეთ არენა) per motius de patrocini, és un estadi de futbol de la ciutat de Batumi, a Geòrgia. L'estadi té una capacitat de 20.035 persones.

## Història
Van començar a construir-lo el gener de 2018 i es va finalitzar el juliol de 2020. La seva inauguració, ajornada a causa de la pandèmia de la COVID-19, va tenir lloc el 27 d'octubre de 2020 amb una cerimònia oficial. A la cerimònia hi va assistir el llavors primer ministre de Geòrgia, Giorgi Gakharia .
Té una capacitat de poc més de 20.000 espectadors i acull els partits que el Dinamo Batumi juga com a local. És un estadi de categoria 4 de la UEFA i des del 2021 també acull ocasionalment partits de la selecció nacional de futbol de Geòrgia.
L'estadi va ser dissenyat per l'empresa turca Bahadır Kul Architecture i va costar uns 100 milions de laris georgians (35 milions d'euros).
L'exterior de l'estadi, que consisteix en una sèrie de panells disposats en forma d'escates superposades que es poden il·luminar a la nit, està inspirat en l'efecte de remolí de les danses tradicionals georgianes, en particular Khorumi .
El 2023, va ser una de les quatre seus georgianes que van acollir el Campionat d'Europa sub-21 de la UEFA de 2023 i va acollir la final, on Anglaterra va derrotar Espanya per 1-0.

## Partits destacats
El primer partit es va celebrar el 21 de novembre de 2020 entre el Dinamo Batumi i el Dila Gori .
El 10 de juliol de 2022, la selecció de rugbi de Geòrgia va derrotar Itàlia per 28-19. L'estadi de Batumi va acollir aquest partit històric, en què Geòrgia va derrotar un equip de primera divisió per primera vegada a la sèrie d'estiu de 2022 .